# John Gustavson (politiker)
John Aron Gustavson, född 14 februari 1890 i Solberga församling, Bohuslän, död 10 februari 1949 i Solberga, var en svensk lantbrukare och politiker (bondeförbundet). 
Gustavson var riksdagsledamot i första kammaren från 1934, invald i Göteborgs och Bohus läns valkrets.